# توفا نوفوتني
توفا نوفوتني (بالسويدية: Tuva Novotny)‏ (و. 1979 – م) هي ممثلة، ومغنية من السويد . ولدت في ستوكهولم .

## روابط خارجية
- توفا نوفوتني على موقع IMDb (الإنجليزية)
- توفا نوفوتني على موقع ميتاكريتيك (الإنجليزية)
- توفا نوفوتني على موقع روتن توميتوز (الإنجليزية)
- توفا نوفوتني على موقع قاعدة بيانات الأفلام العربية
- توفا نوفوتني على موقع ألو سيني (الفرنسية)
- توفا نوفوتني على موقع ميوزك برينز (الإنجليزية)
- توفا نوفوتني على موقع أول موفي (الإنجليزية)
- توفا نوفوتني على موقع قاعدة بيانات الأفلام السويدية (السويدية)
- توفا نوفوتني على موقع ديسكوغز (الإنجليزية)
- توفا نوفوتني على موقع قاعدة بيانات الفيلم (الإنجليزية)